# Kameleoni
Die Kameleoni (slowenisch für Chamäleons) waren eine der ersten jugoslawischen Beat-Bands. Sie wurde 1965 in Koper gegründet.
1968 hatten sie einen Hit mit „Sjaj izgubljene ljubavi“ (Der Glanz der vergangenen Liebe). Die Band spielte 1968 in Boštjan Hladniks Film „Sončni krik“ mit. Obwohl die Band aus Koper (Slowenien) stammte, waren die Texte ihrer Lieder meist englisch, serbokroatisch und italienisch. Neben den Eigenkompositionen (u. a. Gdje Si Ljubavi) gab es auch einige Coverversionen, u. a. Girl (von The Beatles), Con le mie lacrime (italienische Version von As Tears Go By von The Rolling Stones).
Mitglieder der Kameleoni waren:
- Danilo Kocjančič (* 1949), Rhythmusgitarrist
- Marijan Maliković (* 1948), Gitarre
- Tulio Furlanič (* 1949), Schlagzeug
- Jadran Ogrin (* 1948), Bass

Die Schallplatten der Kameleoni erschienen auf den Labeln Diskos und Croatia Records (früher Jugoton). Die Gruppe spaltete sich 1968 in zwei getrennte Bands auf.